# Brokopondo-Stausee
Der Brokopondo-Stausee (örtlich: Brokopondostuwmeer, offiziell: Prof.-Dr.-Ir.-W.-J.-van-Blommestein-See, ndl. Prof. Dr. Ir. W.J. van Blommesteinmeer) ist ein Stausee in Suriname. Er ist benannt nach dem auf Java geborenen niederländischen Wasserbau-Ingenieur Willem Johan van Blommestein. Mit rund 1560 km² Fläche (je nach Wasserstand etwas mehr oder weniger) zählt der See zu den großen Stauseen der Welt.

## Einzelheiten zum Bauwerk
Die 1960 bis 1964 erbaute Talsperre erreicht eine Höhe von 54 m und staut den Fluss Suriname nahe der Ortschaft Brokopondo. Im Volksmund wird er daher auch schlicht Brokopondomeer genannt. Die Länge des Dammes beträgt mit den sekundären Dämmen am Rande des Stausees insgesamt 12 Kilometer. Das Einzugsgebiet ist 12.200 Quadratkilometer groß.
1965 wurde das Wasserkraftwerk in Betrieb genommen; der Stausee erreichte aber erst 1971 seine optimale Wasserhöhe.
Der Stausee wurde errichtet, um die Verarbeitung von Bauxit zu Tonerde und weiter zu Aluminium in der Aluminiumhütte von Paranam durch die Suriname Aluminium Company (Suralco) – einer Tochtergesellschaft der Aluminium Company of America (Alcoa) – zu ermöglichen; ein Teil der gewonnenen Elektrizität wird zur Hauptstadt Paramaribo weitergeleitet.

### Umsiedlung
Durch die Überflutung von Wohngebieten mussten nach offiziellen Angaben rund 6.000 Menschen umgesiedelt werden, nach Angaben betroffener Saramaccaner waren es bis zu 10.000 Menschen. Der größte von der Umsiedlung betroffene Ort war das Dorf Ganzee mit ca. 2.000 Einwohnern. Die meisten neuen Dörfer (transmigratiedorpen) entstanden flussabwärts vom Staudamm: u. a. Brownsweg, Klaaskreek, Nieuw Lombè und Nieuw Koffiekamp.
Für die von der Überflutung betroffene Tierwelt wurde in den Jahren 1964 und 1965 die Operation Gwamba durchgeführt.

### Nutzen
Neben der Gewinnung von Elektrizität sind weitere Vorteile des Staudamms die leichtere Erschließung des Binnenlandes, das Zurückdrängen der Salzwassergrenze im Suriname-Fluss, bessere Bewässerungsmöglichkeiten am Unterlauf des Flusses in der Trockenzeit, Schaffung touristischer Möglichkeiten und Fischfang.
Allerdings wird vor allem seit dem Anstieg des Goldpreises die Umwelt und Natur rund um den Stausee durch Goldsucher und den Gebrauch von Quecksilber stets mehr gefährdet.

#### Baumbestand
Nachdem die erforderliche Zustimmung des Staudammbetreibers Suralco und die Konzession des zuständigen Ministeriums vorlagen, begann im Mai 2004 die Brokopondo Watra Woods International N.V. (BWWI) mit der Ernte der überfluteten tropischen Hölzer. Die Bäume werden bis zu einer Wassertiefe von 35 m durch Taucher mit Pressluft-Kettensägen gefällt und in Sägewerken am Ufer verarbeitet. Dieses Stauseeholz soll wegen der langen Lagerung unter Wasser teilweise qualitativ wertvoller sein als frisch geschlagene Bäume.

### Weitere Namen
- Afobakastausee
- Blommesteinsee

## Neue Betreiber
Suralco und der Mutterkonzern, die Alcoa Corporation, beenden 2016/17 ihre Bauxitunternehmungen in Suriname. Bereits im Jahre 2015 vereinbarten Alcoa und der surinamische Staat, dass das Wasserkraftwerk am 31. Dezember 2019 an Suriname übertragen wird. Nach der formellen Übernahme des Staudammes durch den Staat, übertrug er im Januar 2020 die Leitung und den Betrieb an die Staatsolie Maatschappij Suriname.